# Transvaal Park

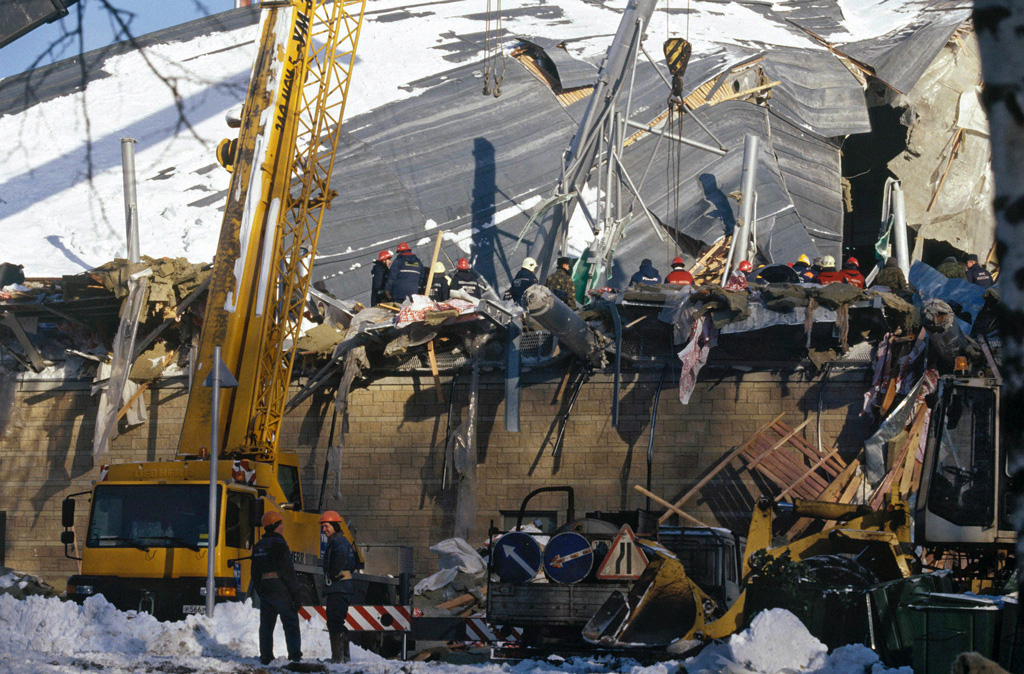
Rettungs- und Aufräumarbeiten nach dem Dacheinsturz

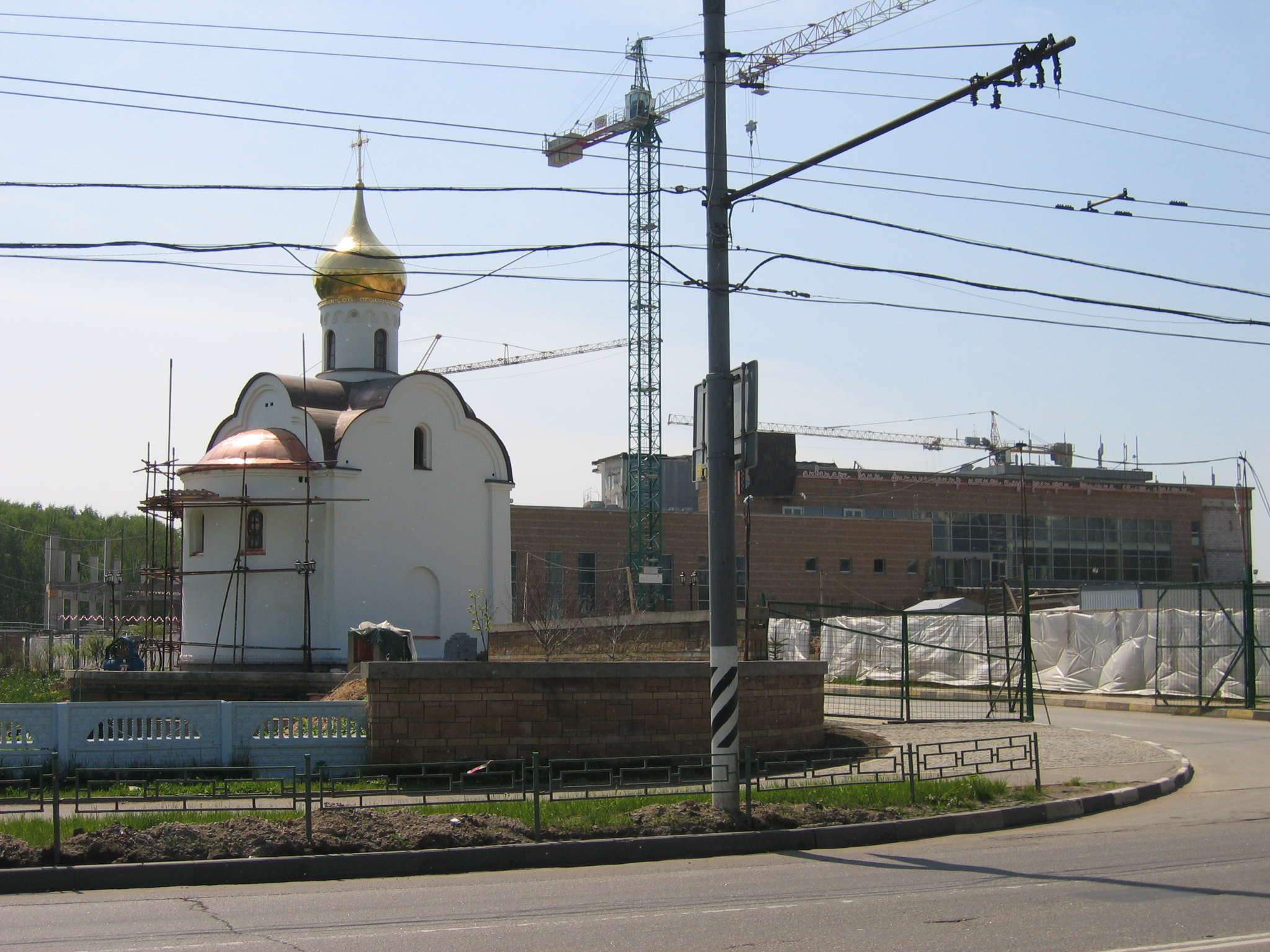
Ehemaliges Gebäude des Freizeitbades, links eine Gedenkkapelle für die Opfer des Einsturzes

Transvaal Park (russisch Трансвааль Парк) war ein Erlebnis- und Freizeitbad in Moskau. Es lag im Stadtteil Jassenewo im Südwestlichen Verwaltungsbezirk der russischen Hauptstadt.
Beim Einsturz der Dachkonstruktion am 14. Februar 2004 wurde das Gebäude zerstört. Dabei kamen 28 Menschen, darunter acht Kinder, ums Leben. Zum Zeitpunkt des Einsturzes fand in der Schwimmhalle die Feier eines Kindergeburtstages statt. Als Ursache für das Unglück wurden Konstruktionsmängel angenommen.
Das Bauwerk entstand nach Plänen des russischen Ingenieurs Nodar Kantscheli, der auch Architekt der am 23. Februar 2006 eingestürzten Moskauer Basmanny-Markthalle war. Ende 2006 wurde mit Beginn der Wiederaufbauarbeiten auf dem Gelände eine Gedenkkapelle für die Opfer des Halleneinsturzes eingeweiht. Im April 2013 wurde auf dem Gelände der neue Akwapark Moreon eröffnet.
2005 wurde gegen Kantscheli ein Ermittlungsverfahren wegen fahrlässiger Tötung eingeleitet, aber später eingestellt.